# Drymocallis valida
Drymocallis valida là loài thực vật có hoa trong họ Hoa hồng. Loài này được (Greene) Piper mô tả khoa học đầu tiên năm 1906.